# 小鰭刺鯊
小鰭刺鯊（學名：Centrophorus moluccensis），又名皺皮尖鰭鮫，為輻鰭魚綱板鰓亞綱角鯊目刺鯊科的其中一種，是一種中等大小的深海鯊魚。

## 身體特徵
小鰭刺鯊沒有臀鰭，兩條背鰭都有鰭棘，胸鰭的末端很長，尾鰭有深的鋸齒。牠們最長可達98厘米。

## 分佈
小鰭刺鯊分佈在南非及莫桑比克對出的印度洋，及日本本州、印尼、新海布里地群島及南澳洲州對出的西太平洋。

## 習性及棲息地
小鰭刺鯊是一種很普遍的深海鯊魚。牠們生活在近海底約130至820米水深的地方。牠們是卵胎生的，每胎約只有2條幼鯊。牠們主要以硬骨魚、其他鯊魚、軟體動物、甲殼類及甚至被囊動物為食物。